# Карл Вільгельм Діфенбах
Карл Вільгельм Діфенбах (21 лютого 1851, Гадамар — 15 грудня 1913, Капрі) — німецький художник і соціальний реформатор.

Діфенбах вважається «родоначальником альтернативних рухів» і одним із найважливіших поборників Lebensreform (реформа життя), Freikörperkultur (натуризм) і руху за мир. Його сільська комуна Гіммельгоф у Обер-Санкт-Файті поблизу Відня (1897—1899) була зразком для реформаторського поселення Монте-Веріта біля Аскони, заснованого його учнем Густавом Грезером, якого також називають «Граалем сучасності». Як живописець Діфенбах був самостійним представником символізму.

## Біографія
Діфенбах народився в Хадамарі в Гессені, який тоді був частиною герцогства Нассау, і був сином Леонгарда Діфенбаха, художника та вчителя малювання в гімназії Хадамарер. Діфенбах відвідував цю гімназію і отримав перші уроки мистецтва від свого батька. Потім він навчався в Мюнхенській академії образотворчих мистецтв і був вражений Арнольдом Бекліном і Францем фон Штуком. Діфенбах рано отримав увагу та визнання, але його зусилля були тимчасово припинені; його права рука була покалічена внаслідок важкого черевного тифу та невдалої операції. Йому доводилося вчитися всім видам діяльності, включаючи письмо та малювання, лівою рукою. Оскільки він вважав, що врятував своє життя натуропатичними методами, він перетворився на апостола природного способу життя під впливом натуропата Арнольда Ріклі та Едуарда Бальцера, засновника Вегетаріанської асоціації в Німеччині та президента Асоціація німецьких вільних релігійних громад. Після тривалої перерви Діфенбах повернувся до студій мистецтва, а через кілька місяців знову припинив навчання, щоб заробляти на життя як вільний художник. На той момент Діфенбаху було двадцять п'ять років, і він добре заробляв ілюстраціями до дитячих книжок і аквареллю. Маючи лише сім місяців навчання в художній академії, Діфенбах був знайомий майже з усіма техніками живопису, особливо з портретом, моделлю та силуетним живописом. Талант і майстерність Діфенбаха були винагороджені визнанням і зростанням популярності, зацікавлені відвідувачі стікалися на його виставки.